# Cornuspiroides
Cornuspiroides es un género de foraminífero bentónico de la subfamilia Cornuspiroidinae, de la familia Cornuspiridae, de la superfamilia Cornuspiroidea, del suborden Miliolina y del orden Miliolida. Su especie tipo es Cornuspira striolata. Su rango cronoestratigráfico abarca el Holoceno.

## Clasificación
Cornuspiroides incluye a las siguientes especies:
- Cornuspiroides compressa
- Cornuspiroides oinomikadoi
- Cornuspiroides primigenia
- Cornuspiroides profundum
- Cornuspiroides primitivus
- Cornuspiroides rotundus
- Cornuspiroides striolatus
- Cornuspiroides yabei

Otras especies consideradas en Cornuspiroides son:
- Cornuspiroides diffusa, aceptado como Cornuspirella diffusa
- Cornuspiroides foliaceus, aceptado como Cornuspira foliacea
- Cornuspiroides truncata, de posición genérica incierta